# Кардето
Кардѐто (на италиански: Cardeto, на местен диалект Cardìtu, Кардиту) е село и община в Южна Италия, провинция Реджо Калабрия, регион Калабрия. Разположено е на 700 m надморска височина. Населението на общината е 1767 души (към 2012 г.).